# Камербанд

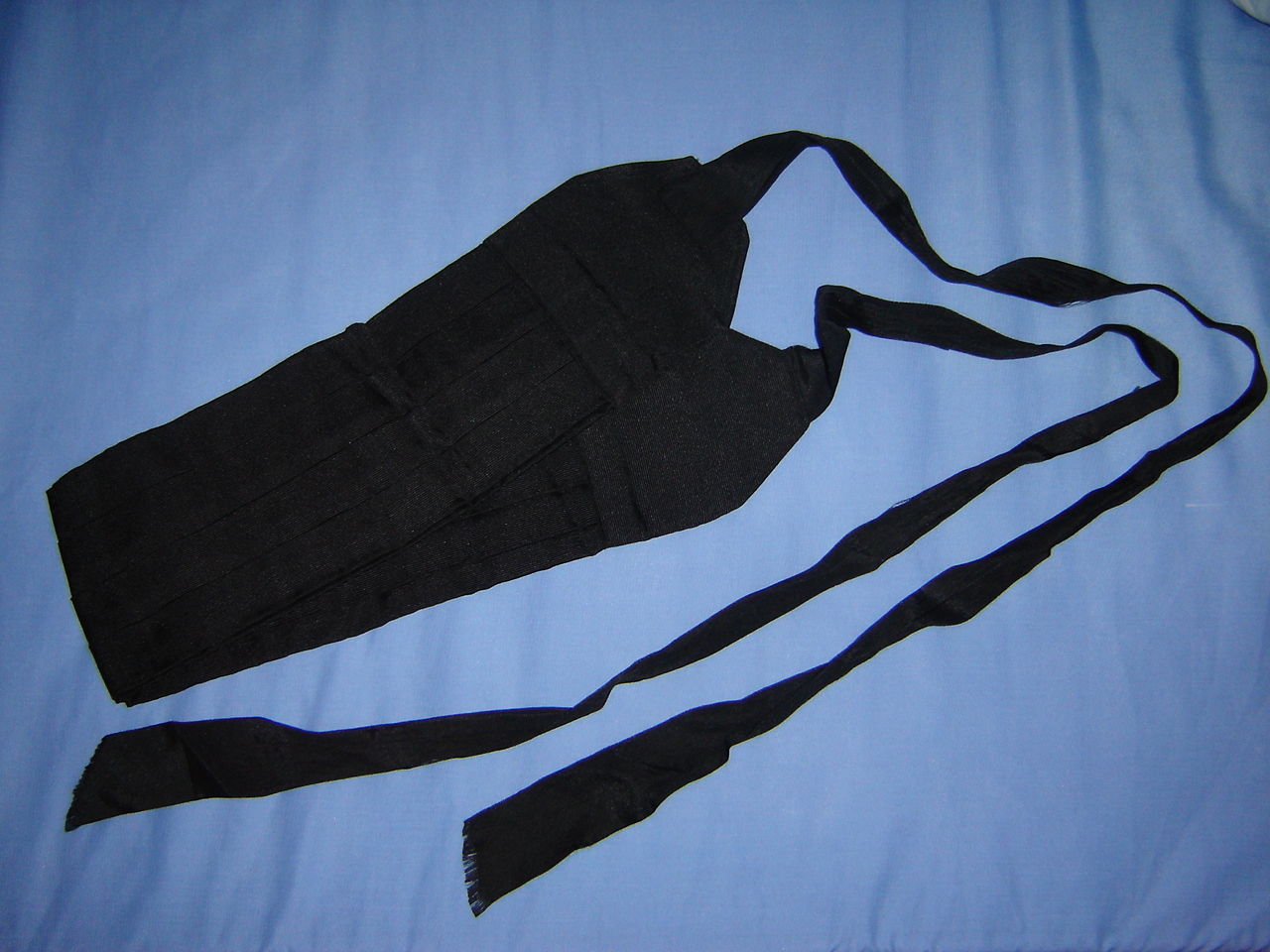
Камербанд

Камерба́нд — элемент костюма традиционно надеваемый со смокингом. Представляет собой широкий пояс, который носят на талии, как альтернатива жилету. Современное использование камербанда имеет лишь эстетическое значение: он обеспечивает переход между рубашкой и поясом. Форма пояса широкая вокруг талии, цвет подбирается к галстуку-бабочке. Основные цвета: чёрный, пепельный, синий, красный. На поясе имеются складки. Камербанд закрепляется застёжкой (металлической или на липучке) или завязывается традиционным способом. 

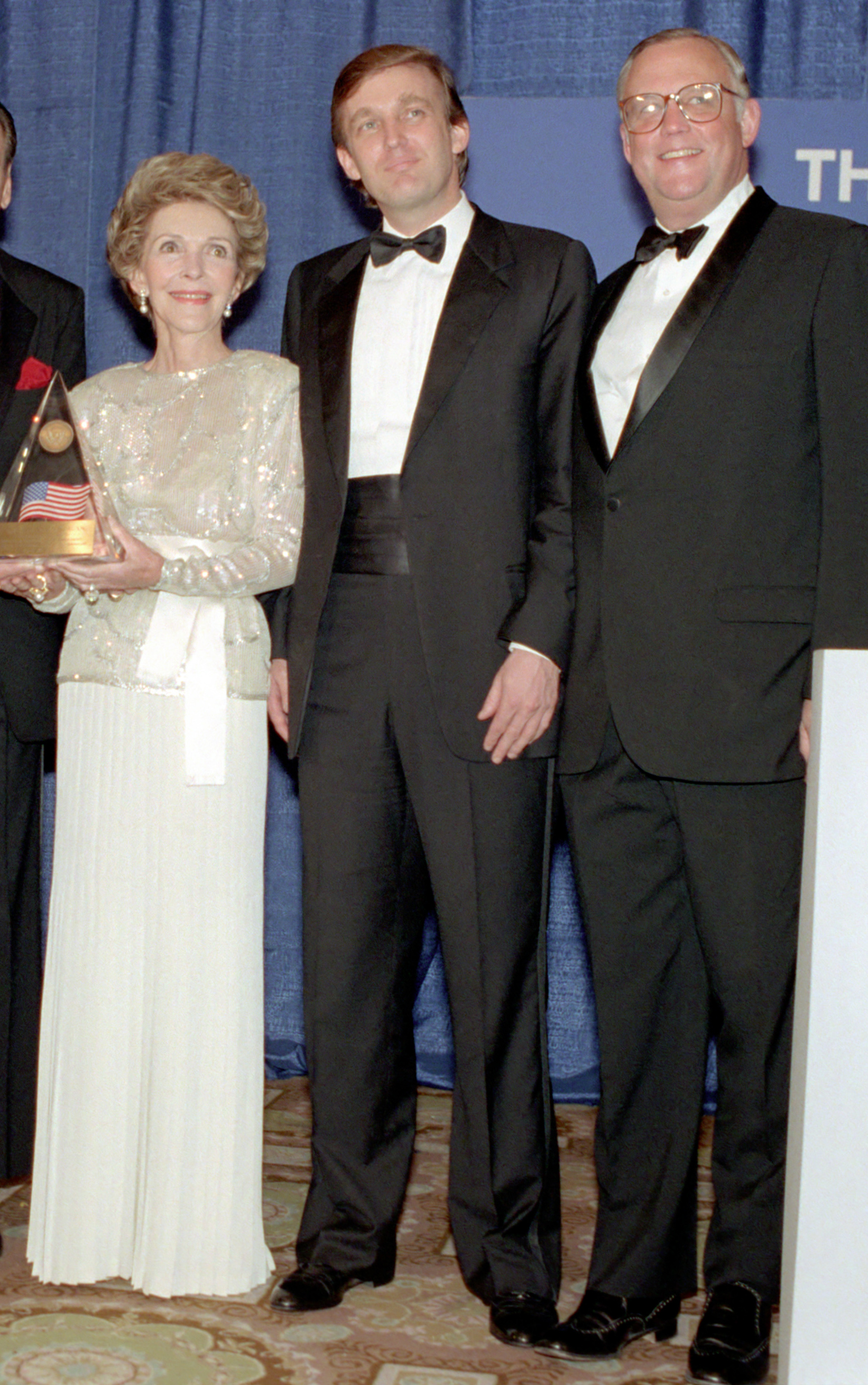
Дональд Трамп в смокинге с камербандом
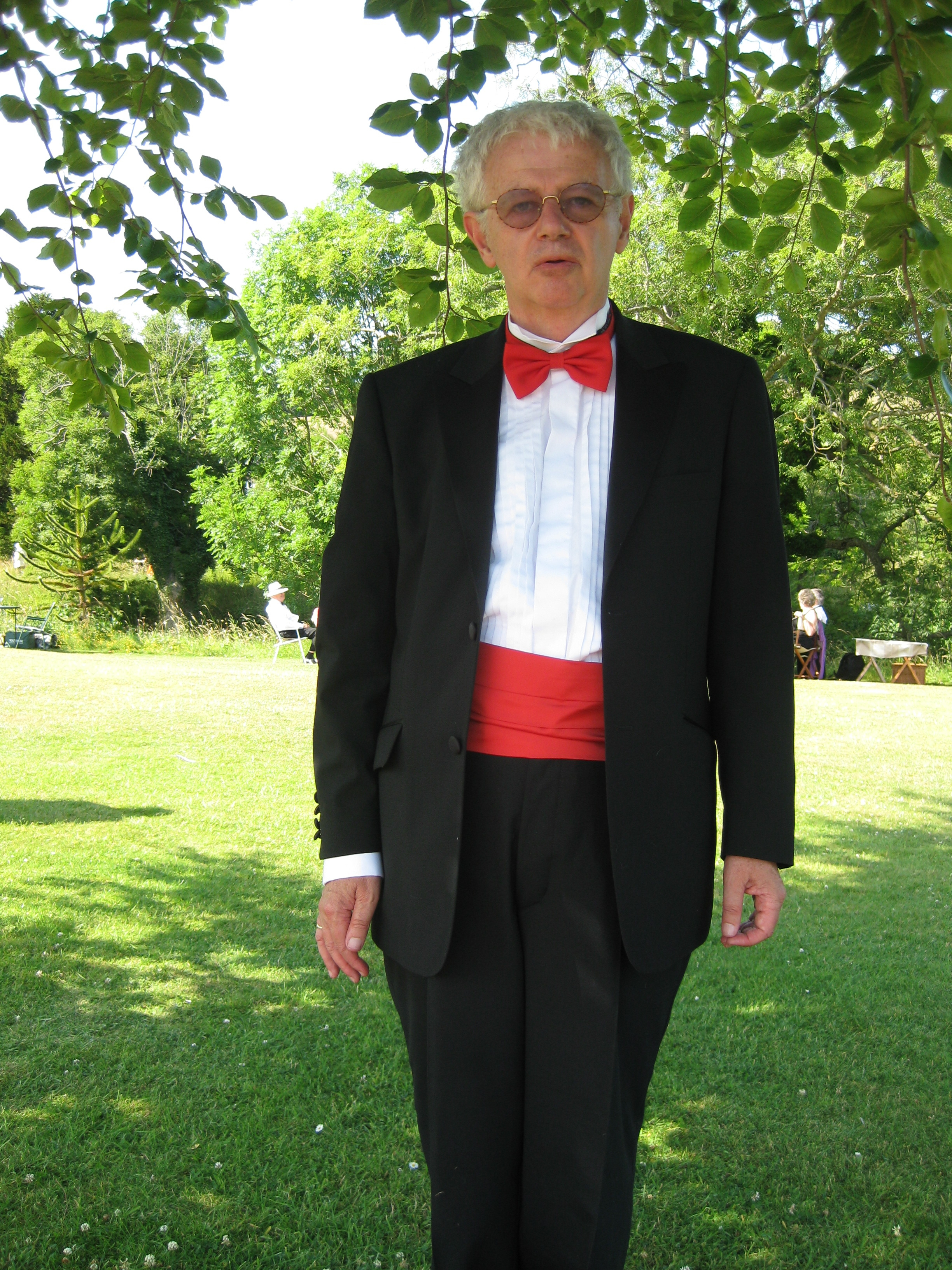
Мужчина в красном камербанде
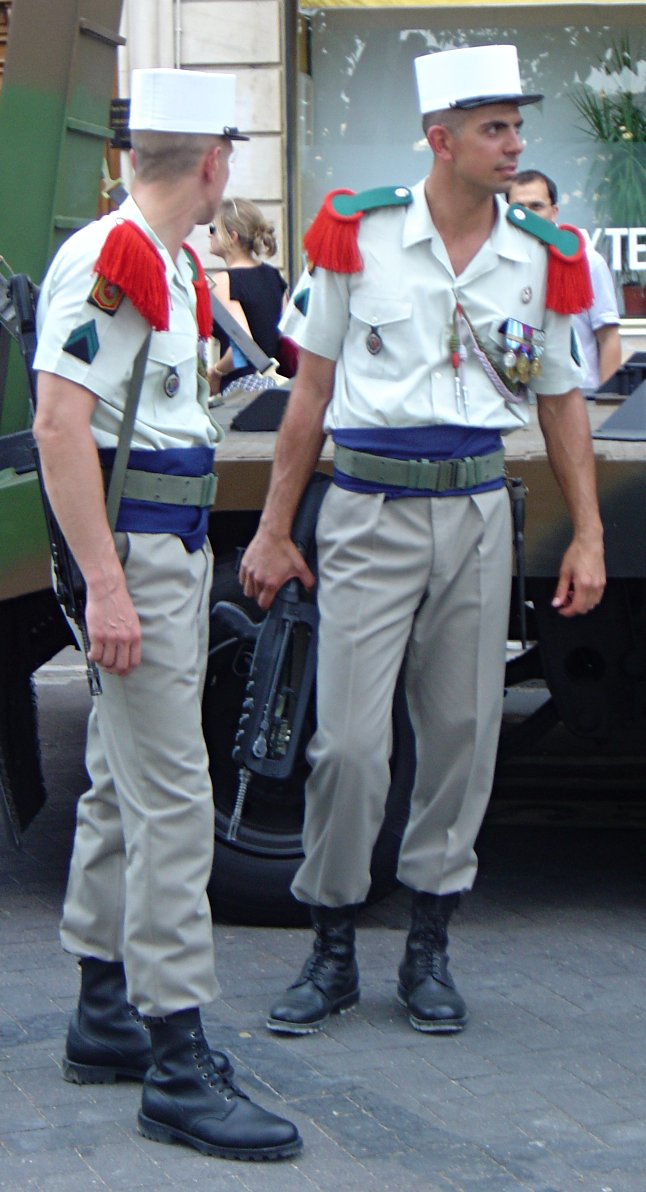
Два французских иностранных легионера в традиционной парадной форме с камербандом

## Этимология
Слово появилось из персидского языка (перс: کمربند, латинизировано: kamarband) где کمر (kamar) значит талия и بند(band) - "что-то что связывает".  Оно перешло в английский из Хиндустани в 17 веке в начале колонизации Индийского полуострова англичанами, где подобные пояса были частью костюмов некоторых народов.

## История

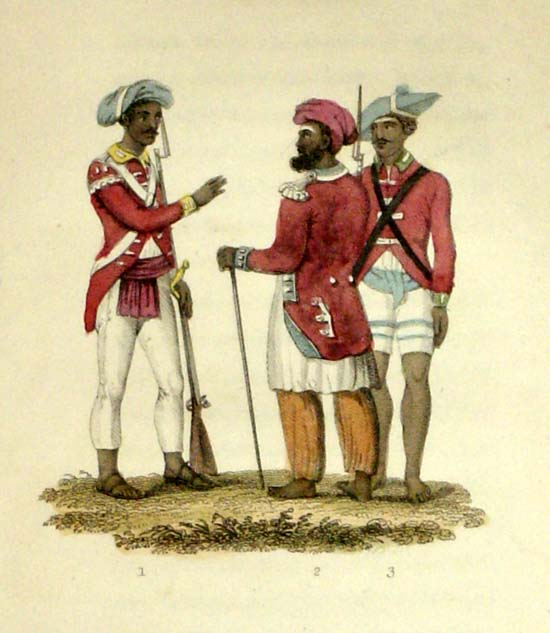
Сипаи, 1820 г.

Пояс появился в Персии и был принят британскими военными в колониальной Индии, где они видели, что его носили сипаи Британской индийской армии. Из-за непривычного им жаркого климата они переняли этот элемент одежды как замену жилету.  Затем он перешёл в гражданскую парадную (вечернюю) мужскую одежду. 
Как только камербанд вошёл в гражданский гардероб, началось его активное использование с неофициальными в то время смокингами, изначально использовавшимися в качестве «курток для курения» (англ. smoking). Из-за этого на камербандах стали делать складки — изначально они предназначались для того, чтобы при курении сигар пепел, падавший на пояс, не оставался на нём.

## Снаряжение
Также в настоящее время камербандом часто называют пояс военного разгрузочного жилета или модульного бронежилета. Такой камербанд имеет практическое применение — он предназначен для равномерного распределения веса по телу военнослужащего и может укомплектовываться гибкими бронеэлементами для защиты внутренних органов, а также часто навешиваются различные подсумки, поэтому он часто снабжается системой MOLLE.

## Другие виды
Камербанд также иногда использовался как элемент женского вечернего платья.

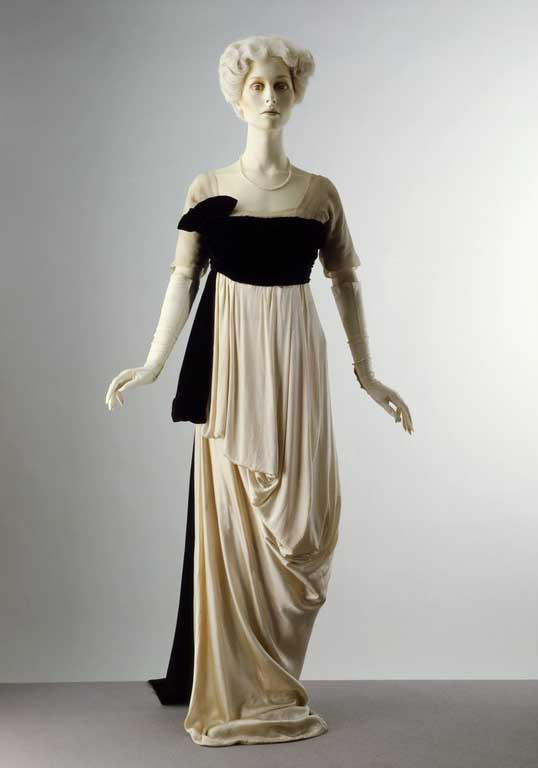
Платье от британского модельера Дафф-Гордон, Люси 1913 г.